# Alleanza Tripartita
L'Alleanza Tripartita (in inglese e afrikaans Tripartite Alliance) è una coalizione elettorale sudafricana composta da tre distinti soggetti politici:
- Il Congresso Nazionale Africano
- Il Partito Comunista Sudafricano
- Il Congress of South African Trade Unions

La coalizione, presente dagli anni 1990, è sempre stata in maggioranza, fino alle elezioni del 2024, quando ha ottenuto solo la maggioranza relativa.